# Piezocera serraticollis
Piezocera serraticollis là một loài bọ cánh cứng trong họ Cerambycidae.